# Sanovia Lesko
Sanovia Lesko – polski klub piłkarski z siedzibą w Lesku.

## Historia
Sanovia Lesko jest jednym z najstarszych klubów piłkarskich w Polsce. Inicjatorem założenia Klubu Sportowego "Sanovia" był w 1923 miejscowy animator życia sportowego, dr nauk medycznych ppłk Zygmunt Gilewicz, który pełnił stanowisko prezesa do 1925. Jego ideę wsparli członkowie działającego w Lesku Towarzystwa Gimnastycznego „Sokół”. Boisko Sanovii zostało utworzone na terenie przekazanym przez Augusta hr. Krasickiego nad rzeką San, zaś w treningach zawodnicy korzystali z wskazówek zamieszczonych w węgierskim czasopiśmie „Magyarfutball”, tłumaczonym przez jednego z nich, Józefa Zwonarza. W latach 30. XX wieku wybudowano obiekt służący potrzebom klubu. W początkowym okresie swojej działalności rozgrywano wyłącznie mecze towarzyskie. Pierwszy oficjalny mecz piłkarski rozegrany został w Lesku z HKS "Czuwaj" Przemyśl. W okresie międzywojennym drużyna leska występowała w lwowskiej "klasie okręgowej" rywalizując m.in. z rezerwami Pogoni Lwów oraz Lechią Lwów. Działalność sportową Sanovii wznowiono po zakończeniu II wojny światowej w 1945 roku.
Sanovia podjęła współpracę ze słowackim klubem FC Borov (z dzielnicy przygranicznego miasta Medzilaborce).
Wychowankami klubu byli chodziarz Władysław Bossak, sztangista Leon Terefeńko (ustanowił rekord Europy w podnoszeniu ciężarów), szachistka Magdalena Gużkowska. Ponadto barwy klubu reprezentowali piłkarz Eugeniusz Raś, biegacz Edmund Kramarz.
Na początku XXI wieku drużyna piłkarska Sanovii występowała przez kilka sezonów w IV lidze grupie podkarpackiej. Ponadto w Pucharze Polski edycji 1998/1999 Sanovia w roku 75-lecia istnienia klubu zwyciężyła w okręgu Krosno w czerwcu 1998 dotarła do I rundy na szczeblu centralnym, gdy w lipcu 1998 uległa Kamaxowi Kańczuga 2:3 (2:1).
W klubie działała także sekcja podnoszenia ciężarów, w sezonie 1987 startująca w III lidze.
W sezonie 2018/2019 drużyna piłkarska Sanovii ma 5 drużyn: seniorów (A klasa), juniorów (A1), trampkarzy (C1), młodzików (D2) oraz jedną żeńską drużynę (3 Liga Kobiet).